# Estádio Desportivo Baba Yara
O Estádio Desportivo Baba Yara (em inglês: Baba Yara Sports Stadium), anteriormente conhecido como Estádio Desportivo de Kumasi (em inglês: Kumasi Sports Stadium) é um estádio multiuso localizado na cidade de Kumasi, em Gana, inaugurado em 1959 com capacidade máxima para 40 528 espectadores.
Utilizado principalmente em competições de futebol, é oficialmente a casa do Asante Kotoko, um dos principais clubes do país e do continente africano, e também do King Faisal Babies. A Seleção Ganesa de Futebol também manda com frequência partidas amistosas e oficiais no estádio.

## Histórico
O estádio foi sede de três edições do Campeonato Africano das Nações, onde Gana foi sede em 1978, 2000 (em conjunto com a Nigéria) e em 2008, ocasião em que o estádio passou por sua última grande remodelação para finalmente atender às principais normas da FIFA. Nestas três edições, Gana foi campeã em 1978, chegou até às quartas-de-final em 2000 e foi 3.º lugar em 2008.